# Васхаузен, Дитер
Дитер Карл Васхаузен (нем. Dieter Carl Wasshausen или нем. Dieter Wasshausen, 1938) — американский ботаник немецкого происхождения.

## Биография
Дитер Карл Васхаузен родился в 1938 году в Йене.
В 1962 году Васхаузен получил степень бакалавра, а в 1965 году — степень магистра. В 1972 году Дитер Карл получил степень доктора философии в Университете Джорджа Вашингтона. Он внёс значительный вклад в ботанику, описав множество видов растений.

## Научная деятельность
Дитер Карл Васхаузен специализируется на семенных растениях.

## Некоторые публикации
- Wasshausen, Dieter C. 2007. Mendoniaceae. In: Funk, Vicki A., Hollowell, T., Berry, P. E., Kelloff, Carol L. and Alexander, S. N., Checklist of the Plants of the Guiana Shield (Venezuela: Amazonas, Bolívar, Delta Amacuro; Guyana, Surinam, French Guiana). Washington D. C.: Smithsonian Institution,(Contributions from the United States National Herbarium) pp. 419–420[7].
- Wasshausen, D.C. 2007. A checklist of the Acanthaceae collected in the «Sira mountains» of Peru. Die Annalen des Naturhistorischen Museums in Wien, Serie B, 108B: 167–190[7].
- Wasshausen, D.C. 2006. 156. Acanthaceae. Flora of the Guianas: Series A: Phanerogams, 23: 1–141[7].
- Wasshausen, D.C. 2006. 159. Mendonciaceae. Flora of the Guianas: Series A: Phanerogams, 23: 142–151[7].
- Wasshausen, Dieter C. 2005. Chapter 5.6 Acanthus: Family Acanthaceae. In: Krupnick, Gary A. and Kress, W. John, Plant conservation: A natural history approach. pp. 112–114[7].
- Wasshausen, D.C. 2004. Acanthaceae. In: Smith, N., Mori, S.A., Henderson, A., Stevenson, D.W. and Heald, S.V., Flowering Plants of the Neotropics. pp. 3–7[7].
- Wasshausen, Dieter C. 2003. New species of Justicia (Acanthaceae) from the Guianas. Brittonia, 54(4): 286–297[7].
- Wasshausen, Dieter C. 1975. The genus Aphelandra (Acanthaceae). Ed. Smithsonian Institution Press. 157 pp[8].

## Почести
В его честь были названы следующие виды растений:
- Justicia wasshauseniana Profice[9]
- Tetramerium wasshausenii T.F.Daniel[10]
- Vernonia wasshausenii S.B.Jones[11]
- Tibouchina wasshausenii Wurdack[12]
- Vellozia wasshausenii L.B.Sm. & Ayensu[13].